# Dubravka Rakoci
Dubravka Rakoci née à Zagreb le 28 octobre 1955 est une artiste conceptuelle croate.

## Biographie
En 1979, elle est diplômée en peinture de l'Académie des beaux arts de Zagreb. Elle expose dès 1979. Son motif est le cercle.  Elle est proche de l'art conceptuel et minimaliste. Elle peint des toiles circulaires de diamètres compris entre 4,5 et 10 mètres. Elle plaque la toile sur le mur, le sol, la fenêtre. Les parties pliées sont peintes en noir. Le cercle est trop grand grand pour l'architecture. Elle dématérialise les structures urbaines de la ville. En 2022, à Split, elle peint un cercle d'un diamètre de 5 mètres. Le cercle est contraint par l'architecture du bâtiment.

## Expositions
- Action, Vukovarska avenija, Zagreb, 1980
- Atelierausstellung Čada, Francfort, 1980
- Riverside Studios, Londres, 1988
- Künstlerhaus Bethanien, Berlin, 1990
- Gallery of Contemporary Art, Zagreb, 1991
- IFA-Galerie, Bonn, 1993[4]
- Centro Arte Contemporana Spazio Umano, Milan, 1998
- The second blue, Arterija Gallery, Zagreb, 1999
- Colour, Salon Karas Gallery, Zagreb, 1999
- Passage, City Art Gallery, Ljubljana, 2003
- Drawings, Meštrović Pavilion, Home of Croatian Artists, Zagreb, 2006
- G1, The Glyptotheque, Croatian Academy of Sciences and Arts, Zagreb, 2014
- L'eau crée, Cité Internationale des Arts, Paris, 2015
- June in Split, Kula Gallery, Split, 2015
- 2+2, Academia Moderna, Zagreb, 2015
- Out of cercle, 3.14 Gallery, Zagreb, 2017
- Storage, 3.14 Gallery, Zagreb, 2018
- Mimeomai, Kula Gallery, Split, 2020